# Eragrostis betsileensis
Eragrostis betsileensis är en gräsart som beskrevs av Aimée Antoinette Camus. Eragrostis betsileensis ingår i släktet kärleksgrässläktet, och familjen gräs.
Artens utbredningsområde är Madagaskar. Inga underarter finns listade i Catalogue of Life.